# Tongeren (Overijssel)
Tongeren was een buurtschap en marke in de Nederlandse gemeente Wijhe (thans Olst-Wijhe). Ten noorden van de buurtschap lag Wechterholt en ten zuiden ervan Hengevelde.
Tongeren werd voor het eerst genoemd in een akte uit 956, toen Otto I de Grote acht hoeven in Tongeren aan het St. Mauritiusklooster in Maagdenburg schonk. De naam van de buurtschap zou mogelijk afstammen van de Germaanse volksstam Tungri. De havezaten Langeveldsloo en Hagenvoorde stonden tot begin 19e eeuw in Tongeren. Toen zijn ze op afbraak verkocht.
Tegenwoordig zou de buurtschap Elshof in het centrum van Tongeren gelegen hebben.